# Paredes
Paredes – miejscowość w Portugalii, leżąca w dystrykcie Porto, w regionie Północ w podregionie Tâmega. Miejscowość jest siedzibą gminy o tej samej nazwie.

## Demografia
| Liczba ludności gminy Paredes (1849–2011) | Liczba ludności gminy Paredes (1849–2011) | Liczba ludności gminy Paredes (1849–2011) | Liczba ludności gminy Paredes (1849–2011) | Liczba ludności gminy Paredes (1849–2011) | Liczba ludności gminy Paredes (1849–2011) | Liczba ludności gminy Paredes (1849–2011) | Liczba ludności gminy Paredes (1849–2011) | Liczba ludności gminy Paredes (1849–2011) |
| ----------------------------------------- | ----------------------------------------- | ----------------------------------------- | ----------------------------------------- | ----------------------------------------- | ----------------------------------------- | ----------------------------------------- | ----------------------------------------- | ----------------------------------------- |
| 1849                                      | 1900                                      | 1930                                      | 1960                                      | 1981                                      | 1991                                      | 2001                                      | 2004                                      | 2011                                      |
| 17 286                                    | 20 911                                    | 26 304                                    | 43 388                                    | 67 693                                    | 72 999                                    | 83 376                                    | 85 428                                    | 86 854                                    |

## Sołectwa
Sołectwa gminy Paredes (ludność wg stanu na 2011 r.)
- Aguiar de Sousa - 1631 osób
- Astromil - 1086 osób
- Baltar - 4818 osób
- Beire - 2040 osób
- Besteiros - 1448 osób
- Bitarães - 2868 osób
- Castelões de Cepeda - 8755 osób
- Cete - 3113 osób
- Cristelo - 1891 osób
- Duas Igrejas - 3879 osób
- Gandra - 6974 osoby
- Gondalães - 1228 osób
- Louredo - 1514 osób
- Madalena - 1843 osoby
- Mouriz - 3026 osób
- Parada de Todeia - 1848 osób
- Rebordosa - 9106 osób
- Recarei - 4631 osób
- São Salvador de Lordelo - 10 025 osób
- Sobreira - 4300 osób
- Sobrosa - 2641 osób
- Vandoma - 2363 osoby
- Vila Cova de Carros - 666 osób
- Vilela - 5160 osób